# Октябрьская пещера (Казахстан)
Октя́брьская пещера — пещера, находящаяся в Алматинской области, на северном склоне хребта Заилийского Алатау в леднике Богдановича, в трёх километрах от горнолыжной базы Чимбулак. Самая большая пещера на территории Казахстана (длина 1390 м), представляет собой ледяной грот, ширина которого 1—3 м, высота 8—10 м. Находится в 25 км от города Алма-Ата, длина основного хода (путь летнего потока) — 1300 м. Пещера имеет множество входов, расположенных на разных уровнях по высоте. Глубина уровня входа № 3 — 118 м. Площадь пола пещеры составляет около 1400 м², объём полости — 7000 м³.
Пещера расположена в теле ледника, её свободное пространство почти на всём протяжении промыто водой в толще погребённого льда, накрытого скальными образованиями. Нижний горизонт западного хода достигает донной морены. Этот участок пещеры характерен тем, что его форма повторяет ход талых летних вод, которые размывают ложе, прокладывая путь вниз. Потоки размывают боковые ледяные стенки, образуя широкий, но низкий ход, поэтому пещера имеет сплющенную форму поперечного сечения хода.
Поток талых вод начинается в летний сезон (май — октябрь), его расход (измерения проходили в августе 1964 года у входа № 3) составил 330 литров в секунду. Поток следует от входа № 1, расположенного на дне впадины. Вода попадает в пещеру из стекающих с открытой части ледника и близлежащих вершин цирка ручьёв. Донная морена в местах контакта с потолком и стенками пещеры сильно сплющена или сужается кверху. Пещера имеет ледяные образования в виде инея или изморози.
Пещера необитаема, препятствием является высота расположения — 3300 м над уровнем моря и лавиноопасность подходов. В пещере высока вероятность камнепадов, в летнее время потоки талой воды также не безопасны. Входы в пещеру могут менять местоположение, следуя за проточной в весенне-летний период водой.
Посещение, как верхнего, так и нижнего горизонтов должны проходить под руководством опытного инструктора. Спуск на нижний горизонт может осуществляться только подготовленными группами при наличии у неё необходимого специального снаряжения и опытного инструктора.
Первые три входа в ледниковую Октябрьскую пещеру доступны без средств страховки. Спуск и подъём через пятый вход требует верхней страховки; проникновение в пещеру через вход № 4 требует лестницы и верхней страховки. Посещение верхнего горизонта ледниковой Октябрьской пещеры является нисхождением первой категории.
Категорию сложности 2А имеют маршруты:
- спуск через вход № 5, прохождение нижнего горизонта, подъем через вход № 5;
- спуск с верхнего горизонта на нижний, подъём через вход № 5.

Полное прохождение ледниковой Октябрьской пещеры классифицируется, как нисхождение категории сложности 3А.